# Mithridate Ier du Pont
Pour les articles homonymes, voir Mithridate.
Mithridate Ier du Pont (en grec moderne : Mιθριδάτης Α'), également connu sous le nom de Mithridate Ktistès (en grec moderne : Mιθριδάτης Kτίστης), mort en 266 av. J.-C., est un dynaste puis un roi du Pont qui règne d'environ 296/281 à 266 av. J.-C.
Il est le premier roi du Pont et le fondateur de la dynastie des Mithridatides.

## Biographie

### Origine
Mithridate Ier serait le neveu, ou peut-être le fils ou petit-fils homonyme, de Mithridate II de Cius, mis à mort en 302 av. J.-C. par Antigone le Borgne. En effet on pense qu'il serait le fils du frère de Mithridate II, Orontobatès, mais il est aussi possible qu'il soit directement descendant de Mithridate II, ou bien son fils ou bien son petit-fils.
Selon Appien, il est le « seizième descendant de Darius Ier, fils d'Hystaspe, roi des Perses », et le premier roi du Pont à porter ce nom, lançant une tradition qui perdurera jusqu'à Mithridate VI Eupator, son descendant à la 6e génération.

### Règne
Mithridate Ier échappe à la garde d'Antigone le Borgne qui le détenait prisonnier à sa cour. Il étend son pouvoir en Paphlagonie  puis sur la Cappadoce Pontique, qui devient ultérieurement le royaume du Pont, et se proclame roi du Pont en 296 ou 281 av. J.-C.. Il établit enfin sa résidence à Amasée et fonde une dynastie.
Peu après, il conclut une alliance défensive avec la cité d'Héraclée en Bithynie afin de se protéger d'une éventuelle agression de Séleucos Ier Nicator. Mithridate Ier demande ensuite l'alliance des Galates afin de faire face à une offensive de Ptolémée II.

## Famille

### Mariage et enfants
De son mariage avec une femme inconnue (une noble grecque), il eut :
- Ariobarzane.

## Galerie

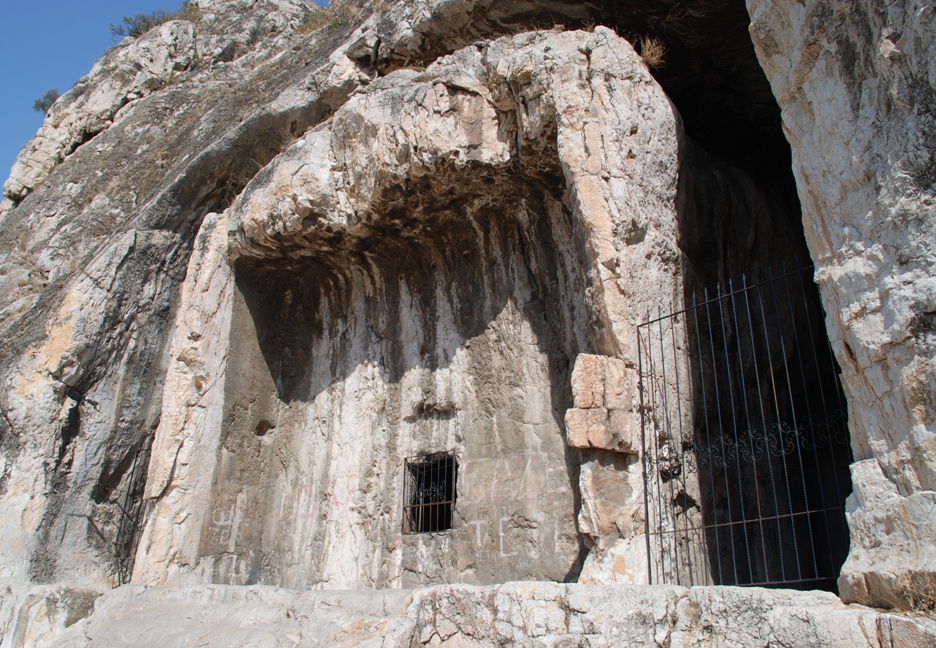
Une des cinq tombes royales pontiques d'Amasée.